# Jean-Luc Vasseur
Jean-Luc Vasseur (Poissy, 1 de enero de 1969) es un exfutbolista y entrenador francés. Su último club fue el Everton Football Club Women.

## Carrera como jugador
Vasseur jugaba de defensa en su etapa como futbolista y se formó en las categorías inferiores del París Saint-Germain, con el que debutó en 1986. En 1992 fichó por el Stade Rennes, donde permaneció tres temporadas. Luego pasó por el Saint-Étienne, US Créteil-Lusitanos, Racing Club de France y CM Aubervilliers, donde colgó las botas en 2001.

## Carrera como entrenador
Inicios
Tras retirarse como futbolista, Vasseur comenzó su trayectoria como técnico, entrenando en las categorías inferiores del París Saint-Germain. Allí se hizo cargo del equipo sub-18 entre 2002 y 2005 y del sub-17 después. Llegó dos veces a la final del campeonato de Francia, logrando ganarlo en 2011.
US Créteil-Lusitanos
En junio de 2011, llegó al banquillo del US Créteil-Lusitanos. En su primera temporada, logró la permanencia en la National, y dio la sorpresa en su segundo curso con 10 victorias en los 11 primeros partidos que permitieron al equipo parisino obtener el ascenso a la Ligue 2. En la segunda categoría del fútbol francés no pasó apuros para asegurarse la permanencia, terminando 11.º con 50 puntos.
Stade de Reims
En junio de 2014, firmó como nuevo entrenador del Stade de Reims de la Ligue 1, sustituyendo a Hubert Fournier. Dirigió su primer partido en la Ligue 1 con un meritorio empate frente al vigente campeón, el París Saint-Germain. A pesar de ocupar puestos de descenso en 5 de las 10 primeras jornadas, el equipo francés remontó el vuelo y terminó la primera vuelta de la Ligue 1 2014-15 en 9.º lugar. Sin embargo, en la segunda vuelta, el Stade de Reims sólo ganó un partido de los 12 que jugó, y además, fue eliminado de la Copa de Francia en dieciseisavos de final. Vasseur fue destituido en abril de 2015, tras perder (3-1) contra el Lille, dejando al conjunto de la Champaña-Ardenas como 16.º clasificado con 35 puntos y 3 unidades de ventaja sobre los puestos de descenso.
Paris FC
En noviembre de 2015, se convirtió en el nuevo técnico del Paris FC de la Ligue 2. El equipo de la capital sólo había ganado un partido en 16 jornadas y encadenaba cuatro derrotas consecutivas a su llegada. Vasseur no pudo revertir la situación, pues obtuvo 7 empates y 9 derrotas en sus 16 primeros partidos. Luego llegaron los dos primeros triunfos de forma consecutiva, pero otra derrota condenó al equipo francés al descenso.
LB Châteauroux
En junio de 2017, se incorporó a La Berrichonne de Châteauroux, equipo recién ascendido a la Ligue 2. En su primera temporada, terminó en 9.º puesto en la Ligue 2; pero los malos resultados al inicio del curso siguiente provocaron su destitución.
Olympique de Lyon femenino
En junio de 2019, fue presentado como nuevo técnico del Olympique de Lyon femenino. En abril de 2021, fue sustituido por Sonia Bompastor en el banquillo.
Everton FC Women
En noviembre de 2021 ficha por el Everton FC Women.

## Clubes

### Como jugador
| Club                  | País    | Año       | Partidos | Goles |
| --------------------- | ------- | --------- | -------- | ----- |
| París Saint-Germain   | Francia | 1986-1992 | 22       | 0     |
| Stade Rennais         | Francia | 1992-1995 | 96       | 2     |
| AS Saint-Étienne      | Francia | 1995-1996 | 13       | 0     |
| US Créteil-Lusitanos  | Francia | 1996-1998 | 35       | 3     |
| Racing Club de France | Francia | 1998-1999 | 14       | 0     |
| CM Aubervilliers      | Francia | 1999-2001 |          |       |

### Como entrenador
- Actualizado al último partido dirigido el 24 de abril de 2021.

| Club                                        | País    | Año       | P   | PG  | PE | PP | % v.   |
| ------------------------------------------- | ------- | --------- | --- | --- | -- | -- | ------ |
| París Saint-Germain (Categorías Inferiores) | Francia | 2001-2011 | 34  | 10  | 15 | 9  | 44.12% |
| US Créteil-Lusitanos                        | Francia | 2011-2014 | 114 | 48  | 32 | 34 | 51.47% |
| Stade de Reims                              | Francia | 2014-2015 | 34  | 10  | 9  | 15 | 38.23% |
| Paris FC                                    | Francia | 2015-2016 | 22  | 3   | 8  | 11 | 25.76% |
| LB Châteauroux                              | Francia | 2017-2018 | 55  | 21  | 15 | 19 | 47.27% |
| Olympique de Lyon Femenino                  | Francia | 2019-2021 | 47  | 43  | 2  | 2  | 92.91% |
| Total                                       | Total   | Total     | 306 | 135 | 81 | 90 | 52.94% |
| Fuente                                      |         |           |     |     |    |    |        |